# Bertil Bergman

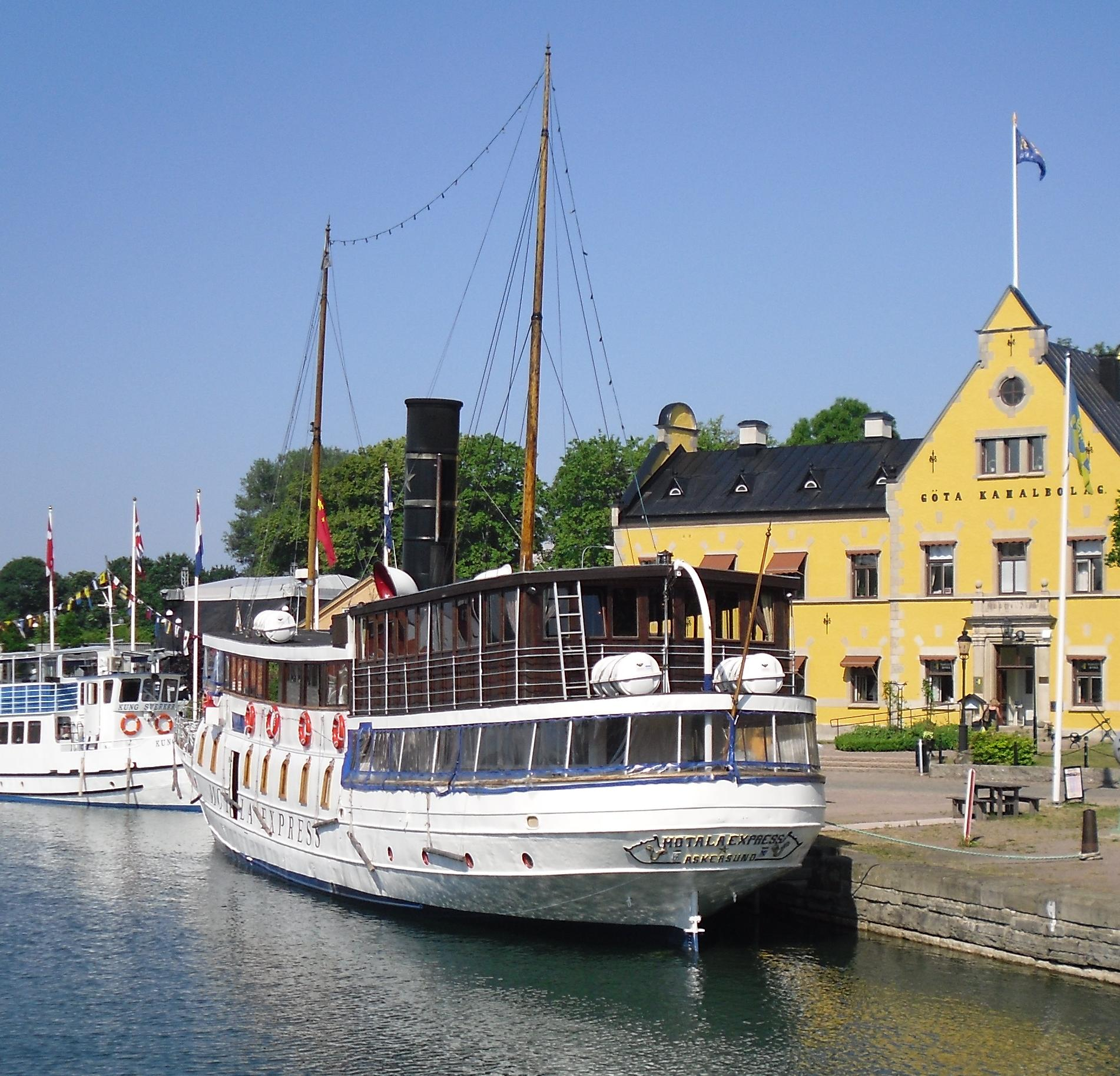
S/S Motala Express vid kaj i Motala 2010

Bertil Gustaf Folke Bergman, född 20 juli 1921 i Askers församling, Örebro län, , död 27 april 1997 i Motala församling, Östergötlands län
, var en svensk sjökapten, ingenjör och företagare.
Bertil Bergman var son till John Bergman, som grundat verkstadsföretaget John Bergman & Son Mekanisk Verkstad AB i Motala, som bland annat tillverkade industrilok. Bertil Bergman arbetade i familjeföretaget, som han senare tog över och ledde.
Han köpte 1958 ångsprutbåten Phoenix i Stockholm, som byggdes om till passagerarfartyget M/S Kind. Bertil Bergman och hans fru grundade 1960 Rederi AB Kind för turisttrafik på Kinda kanal.
År 1962 tog han över numera k-märkta S/S Motala Express från Jönköpings kommun, som då var upplagd och hotades av skrotning. Han var befälhavare på henne 1975–1988. 
Han var gift med Karin Bergman. Paret har barnen Monica, Tomas och Marianne (Trygg).